# NGC 2476
NGC 2476 è una galassia ellittica situata nella costellazione della Lince, a una distanza di circa 187 milioni di anni luce dalla nostra Via Lattea.

## Scoperta
La galassia è stata scoperta il 23 febbraio 1878 dall'astronomo francese Édouard Stephan.

## Gruppo di NGC 2415
NGC 2476 fa parte di un gruppo di galassie che comprende almeno 9 membri, il Gruppo di NGC 2415. Oltre NGC 2476 e NGC 2415, le altre galassie del gruppo sono NGC 2444, NGC 2445, NGC 2493, NGC 2524, NGC 2528, UGC 3937 e UGC 3944.